# Eradicator (DC Comics)
Pour les articles homonymes, voir Eradicator.
Eradicator est le nom donné à quatre personnages différents apparaissant dans les comic book publiés par DC Comics.
La première version, créée par le scénariste Cary Bates et le dessinateur Carmine Infantino dans The Flash no 314 (octobre 1982), est un antihéros apparaissant dans les bandes dessinées de Flash.
La seconde version, créée par le scénariste Roger Stern et le dessinateur Curt Swan dans Action Comics Annual no 2 (juin 1989), est un super-héros (et quelquefois un Super-vilain) ayant un rôle récurrent dans les aventures de Superman,.

## Histoire
Eradicator est une arme extraterrestre datant de plus de 200 000 ans, On le retrouve comme artefact après la destruction de Krypton. Cette arme a un but extrémiste par les aliens, il doit protéger tous les habitants des intrus sur la planète où il est envoyé.
Eradicator est reprogrammé pour protéger tous les Kryptoniens, il a de l'ADN de Jor-El et peut être de Kal-El.
Voir La mort de Superman, Cyborg Superman Hank Henshaw.

## Apparitions dans d'autres médias
- The Death and Return of Superman jeu (1994).
- La Légende des super-héros, Eradicator est équivalent à Superman X.
- La Mort de Superman de Sam Liu et Jake Castorena (2018).
- Le Règne des Supermen de Sam Liu (2019).
- Superman & Lois (2021) : Dans cette série, l'Eradicator est une technologie kryptonienne développée par Lara Lor-Van, la mère de Superman, pour sauvegarder l'essence de plusieurs kryptoniens en vue de l'extinction prochaine de Krypton. Malheureusement, l'outil sera perverti par son premier mari, Zeta-Rho, pour en faire une arme de colonisation qui implante les consciences préservées dans d'autres espèces. Son fils, Tal-Rho, tentera d'appliquer ce processus sur plusieurs personnes à Smallville avant que ses plans ne soient contrecarrés par Superman. Refusant l'échec, il s'implante à lui-même toutes les consciences de l'Eradicator, devenant un être surpuissant capable de les transférer à d'autres personnes. Là encore, il sera néanmoins vaincu par Superman et John Henry Irons.